# Синхронне плавання на Чемпіонаті світу з водних видів спорту 1994
Змагання з синхронного плавання на Чемпіонаті світу з водних видів спорту 1994 відбулись у вересні 1994 року в Італійському форумі в Римі (Італія).

## Таблиця медалей
| Місце              | Країна             | Золото | Срібло | Бронза | Загалом |
| ------------------ | ------------------ | ------ | ------ | ------ | ------- |
| 1                  | США (USA)          | 3      | 0      | 0      | 3       |
| 2                  | Японія (JPN)       | 0      | 2      | 1      | 3       |
| 3                  | Канада (CAN)       | 0      | 1      | 2      | 3       |
| Загалом (3 збірні) | Загалом (3 збірні) | 3      | 3      | 3      | 9       |

## Медалісти
| Дисципліна | Золото | Золото  | Срібло | Срібло  | Бронза | Бронза  |
| ---------- | --- | ------- | --- | ------- | --- | ------- |
| Соло       | Бекі Дайроен-Ленсер (USA) | 191.040 | Фуміко Окуно (JPN)                                                                                                  | 187.306 | Лайза Александер (CAN)                                                                                               | 186.826 |
| Дует       | Бекі Дайроен-Ленсер (USA) Джилл Саддет (USA)                                                                                  | 187.009 | Фуміко Окуно (JPN) Мія Татібана (JPN)                                                                               | 186.259 | Лайза Александер (CAN) Ерін Вудлі (CAN)                                                                              | 186.259 |
| Група      | США (USA) Сюзанна Б'янко Теммі Клеланд Бекі Дайроен-Ленсер Джилл Сейвері Наталі Шнейдер Гетер Сіммонс Джилл Саддет Марґо Тьєн | 185.883 | Канада (CAN) Лайза Александер Дженіс Бремнер Керен Кларк Керрі Даґерр Керен Фонтейн Кашя Кулеша Кері Рід Ерін Вудлі | 183.263 | Японія (JPN) Райка Фудзії Акіко Кавасе Реї Дзімбо Фуміко Окуно Мія Татібана Каорі Такахасі Міхо Такеда Масайо Ядзіма | 183.215 |